# حسن حوراني
حسن حوراني من مواليد 1974 وقد تُوفي في 6 أغسطس 2003، هو فنان فلسطيني وُلد في مدينة الخليل، بدولة فلسطين. حضر كلية الفنون الجميلة في بغداد بالعراق من 1993-97. في عام 2001 وصل إلى مدينة نيويورك حيث قدم عرض رجل واحد بعنوان «يوم واحد في ليلة واحدة» في مبنى تابع للأمم المتحدة. درس حسن الفن في جامعة نيويورك وهناك عاش لعدة سنوات. حققت أعماله شهرة عالمية حيث تم عرضها في عشرات الدول من بينها فلسطين، العراق، مصر، الأردن، كوريا الجنوبية ثم مدينة هيوستن.
عاد عام 2003 إلى الديار حيث مكث في الضفة الغربية؛ حينها مَنع الاحتلال الإسرائيلي الفلسطينيين من السفر عبر الخط الأخضر لرؤية البحر لسنوات عديدة ولكن أثناء رحلة عودته كان حوراني قادرا على زيارة شاطئ البحر الأبيض المتوسط. ذهب في 6 أغسطس 2003 للسباحة مع ابن شقيقه الصغير سامر أبو عجمية وأصدقائهما من رام الله قبل أن يغرق قاربهما بالقرب من ميناء يافا.

## حسن في كل مكان
قبل وفاته بقليل كان حوراني قد أكمل 10 رسوميات فقط من أصل 40 ضمن كتابه الفني حسن في كل مكان والذي طاف فيه حول العالم بحثا عمّا سمّاها وردة الحب. عُرضت رسومه في عام وفاته في افتتاح معرض الحوش الكبير في القدس. تأسست في العام الموالي لوفاته مؤسسة عبد المحسن القطان التي تنعى بالثقافة الفلسطينية كما تأسّيت في وقتٍ لاحقٍ جائزة الشاب حسن حوراني. انتهت مؤسسة القطان عام 2004 من قَصص ورسوميات حسن ثم قامت بنشرها في مجلد حسن في كل مكان.
كان حسن صديقُ الطيور والنحل والأسماك في البحر لكنه كان يخشى الوحوش؛ كما أنه كان يُسافر وحده بل يجعل منزله في كل مكان. اشتهر حسن بعد عرض مجموعة من أعماله في جامعة بيرزيت وقد كتب في إحداها بصفة المخاطَب: «يركب حسن الأمواج ويتغذى على الطيور والذباب كما يركب الدراجات ويجلس على أسطح المنازل حيث يبحث دائما على رؤية بانوراما العالم. وأخيرا يعشق حسن الطيران والسفر في كل مكان (من هنا جاء عنوان حسن في كل مكان) كما يحلم بحرية الفلسطينيين.»

## وصلات خارجية
- قاعدة بيايانات الفنان نسخة محفوظة 3 أبريل 2017 على موقع واي باك مشين.
- موجز حياته الفنية
- كتالوج حسن في كل مكان في جامعة بيرزيرت